# Qaryut
Qaryut, en arabe : قريوت, est un village du gouvernorat de Naplouse en Palestine, situé à 28 km au sud-est de Naplouse, au centre de la Cisjordanie.
Selon le recensement du bureau central palestinien des statistiques, la localité compte une population de 2 560 habitants en 2017.

## Histoire
Le village est touché par la violence du conflit israélo-palestinien. Des colons ou des soldats attaquent régulièrement les habitants, tuant parfois certains d'entre eux. Un ambulancier est ainsi tué d’une balle dans la tête le 20 avril 2024 par des colons alors qu’il allait porter secours à des blessés, et une jeune fille de treize ans est abattue par un soldat le 6 septembre de la même année .
Du fait de la colonisation israélienne, la surface du village, très agricole, a été divisée par dix entre les accords d’Oslo de 1993 et 2024.